# 陈雪燃
陈雪燃（英語：Xueran Chen，1991年4月9日—），汉族，生于江苏南京的中国大陆男歌手、作曲家、音乐制作人、词曲作者，毕业于北京航空航天大学，以硕士研究生的身份毕业于伯克利音乐学院影视配乐专业。自2014年起，陈雪燃已发表了将近百首与影视作品相关的原创音乐作品，并为电影、电视剧、游戏等献声演唱主题曲、宣传曲。

## 音乐作品

### 影視配樂
| 年份 | 影视作品               | 职责           |
| ---- | ---------------------- | -------------- |
| 2018 | 《镇魂》               | 作曲           |
| 2019 | 《少年与海》           | 作曲           |
| 2020 | 《北灵少年志之大主宰》 | 作曲、音乐总监 |
| 2020 | 《我凭本事单身》       | 作曲、音乐总监 |
| 2021 | 《暗格里的秘密》       | 作曲、音乐总监 |
| 2021 | 《你是我的城池营垒》   | 作曲、音乐总监 |
| 2022 | 《超越》               | 作曲、音乐总监 |
| 2022 | 《法醫秦明之讀心者》   | 作曲、音乐总监 |
| 2022 | 《點燃我，溫暖你》     | 作曲、音乐总监 |
| 2023 | 《三体》               | 作曲、音乐总监 |
| 2023 | 《愛情而已》           | 作曲、音乐总监 |
| 2023 | 《樂遊原》             | 作曲、音乐总监 |
| 2023 | 《對你不只是喜歡》     | 作曲、音乐总监 |
| 2023 | 《一念關山》           | 作曲、音乐总监 |
| 2025 | 《白色橄榄树》         | 作曲、音乐总监 |

| 年份 | 歌曲                            | 相關影視                | 備註       |
| ---- | ------------------------------- | ----------------------- | ---------- |
| 2018 | 《We Won't be Falling》         | 《镇魂》                | 主題曲     |
| 2018 | 《大漠經》                      | 《沙海》                | 片尾曲     |
| 2019 | 《無名之輩》                    | 《親愛的，熱愛的》      | 主題曲     |
| 2019 | 《降臨》                        | 《國民老公2》           | 主題曲     |
| 2019 | 《燃燒的執著》                  | 《善始善終》            | 主題曲     |
| 2019 | 《奇蹟無限》英文版              | 電影《熊出沒·狂野大陸》 | 插曲       |
| 2020 | 《一決芳華》                    | 《北靈少年志之大主宰》  | 主題曲     |
| 2020 | 《讓我成全你》                  | 《鳳歸四時歌》          | 插曲       |
| 2020 | 《極星》                        | 《99分女朋友》          | 片尾曲     |
| 2020 | 《情動的光》                    | 《天舞紀》              | 主題曲     |
| 2021 | 《第一道陽光》                  | 《我的時代，你的時代》  | 主題曲     |
| 2021 | 《意外》（與葉炫清合唱）        | 《你是我的城池營壘》    | 片尾曲     |
| 2021 | 《做你的星空》                  | 《我和我的時光少年》    | 插曲       |
| 2021 | 《生來是鷹》                    | 《你是我的榮耀》        | 插曲       |
| 2021 | 《Long Day》                    | 《暗格裏的秘密》        | 插曲       |
| 2022 | 《超越》                        | 《超越》                | 主題曲     |
| 2022 | 《特別的青春》                  | 《超越》                | 插曲       |
| 2022 | 《Upside Down》                 | 《不會戀愛的我們》      | 插曲       |
| 2022 | 《尋星》                        | 《遇見·璀璨的你》       | 片頭曲     |
| 2022 | 《破曉》                        | 動畫《一念永恆》傳承篇  | 片頭曲     |
| 2022 | 《黑與紅》                      | 《民國大偵探》          | 主題曲     |
| 2022 | 《國王與騎士》                  | 《點燃我，溫暖你》      | 片頭曲     |
| 2022 | 《輕紅》燃情版                  | 《點燃我，溫暖你》      | 插曲       |
| 2023 | 《我的天空》                    | 《三分野》              | 插曲       |
| 2023 | 《時間的盡頭》                  | 《三體》                | 片頭曲     |
| 2023 | 《The Day of Unknown》          | 《三體》                | 主題曲     |
| 2023 | 《整個宇宙將為你閃爍》          | 《三體》                | 插曲       |
| 2023 | 《Big Wild River》              | 《三體》                | 插曲       |
| 2023 | 《如果你也深愛這世界》          | 《照亮你》              | 使命主題曲 |
| 2023 | 《Day Dream》                   | 《照亮你》              | 插曲       |
| 2025 | 《Moonlight Dance（月光恋曲）》 | 《白色橄榄树》          | 月舞主题曲 |
| 2025 | 《Home（家）》                  | 《白色橄榄树》          | 插曲       |
| 2025 | 《Ignite Me On Fire（幸存者）》 | 《白色橄榄树》          | 插曲       |

## 奖项与提名

### 个人
- 2010青春绽放全国大学生歌手大赛“最具潜质奖”（获奖）
- 2019年伯克利音乐学院30位30岁以下杰出校友榜单（入围）[3]

### 歌曲
- 《Walking into My Life》（为何丢了你的梦呢）——好莱坞作曲大赛最佳摇滚单曲（获奖）[4]
- 《Mountain Grass》（原上草）——第22届美国歌曲写作大赛年度最佳原创单曲决赛（入围）
- 《无名之辈》（音乐录影带）——QQ音乐巅峰榜首支突破一千万的影视原声带MV